# Filippo Campanelli
Filippo Campanelli (né le 1er mai 1739 à Matelica, dans l'actuelle province de Macerata, dans les Marches, alors dans les États pontificaux et mort le 18 février 1795 à Rome est un cardinal italien du XVIIIe siècle. 

## Biographie
Filippo Campanelli est avocat de la Curie romaine et auditeur du pape Pie VI. Le pape Pie VI le crée cardinal-diacre  lors du consistoire du 30 mars 1789, même sans avoir reçu les ordres mineurs.  Il reçoit la commission de résoudre le conflit entre le Saint-Siège et les Deux-Siciles.

## Sources
- (it) Gaetano Moroni, Dizionario di erudizione storico-ecclesiastica da S. Pietro sino ai nostri giorni, vol. 7 et 8, Venise, Tipografia Emiliana, 1841, 320 p. (lire en ligne).
- (it) Collectif, Gazzetta universale, o sieno, 1795, vol. 22, 1796, 840 p. (lire en ligne).